# وجير (مدينة)
وجير (بالصومالية: Magaalada Wajeer)‏ هي عاصمة محافظة وجير في كينيا تقع في المنطقة الشمالية الشرقية السابقة
تقع مدينة وجير في منطقة قاحلة معرضة للجفاف. حيث تقع على خط عرض وخط طول 01 ° 45′00 شمالاً 40 ° 03′00 شرقًا. خط العرض: 1.75000 ؛ خط الطول: 40.05000. يخدم المدينة مطار وجير برحلات جوية إلى نيروبي جالكعيو  ومقديشو.
ينسب السكان المحليون عمومًا مجموعة من الكهوف بالقرب من وجير إلى المعاديين، وهم شعب شبه أسطوري ذو مكانة عالية مرتبط بالصوماليين. أفاد أ.ت.كورل 1933 عن التنقيب في اثنين من هذه المدافن الكبيرة، وعثر على آثار بقايا هيكل عظمي انهارت عند لمسه، بالإضافة إلى شظايا خزفية وحلقة نحاسية.
تعرضت وجير لهجوم من قبل القوات الإيطالية في الحرب العالمية الثانية.
مذبحة واغالا الشائنة هي واحدة من أعظم قضايا العدالة الانتقالية في كينيا اليوم التي ارتكبتها الحكومة في عام 1984 في واجير. قام الجيش باعتقال رجال صوماليين من عشيرة ديجوديا من منازلهم في الساعات الأولى من صباح يوم 10 فبراير شباط واحتجزهم في مهبط الطائرات المحلي لمدة أربعة أيام دون ماء وطعام، وفتح رجال الأمن النار عليهم وعلى رصاصتهم وتناثرت الجثث المتناثرة عبر مهبط الطائرات وضواحيها الكثيفة.
يسكن الصوماليون في وجير بشكل رئيسي، أفاد تعداد عام 2019 أن إجمالي عدد السكان يبلغ 90,116 نسمة. 
تتمتع مدينة وجير بمناخ جاف حار كوبن بي دبليو إتش.
تصنيف كوبن للمناخ
| البيانات المناخية لـوجير          | البيانات المناخية لـوجير | البيانات المناخية لـوجير | البيانات المناخية لـوجير | البيانات المناخية لـوجير | البيانات المناخية لـوجير | البيانات المناخية لـوجير | البيانات المناخية لـوجير | البيانات المناخية لـوجير | البيانات المناخية لـوجير | البيانات المناخية لـوجير | البيانات المناخية لـوجير | البيانات المناخية لـوجير | البيانات المناخية لـوجير |
| الشهر                             | يناير                    | فبراير                   | مارس                     | أبريل                    | مايو                     | يونيو                    | يوليو                    | أغسطس                    | سبتمبر                   | أكتوبر                   | نوفمبر                   | ديسمبر                   | المعدل السنوي            |
| --------------------------------- | ------------------------ | ------------------------ | ------------------------ | ------------------------ | ------------------------ | ------------------------ | ------------------------ | ------------------------ | ------------------------ | ------------------------ | ------------------------ | ------------------------ | ------------------------ |
| متوسط درجة الحرارة الكبرى °م (°ف) | 35 (95)                  | 36 (96)                  | 36 (96)                  | 34 (94)                  | 33 (92)                  | 32 (90)                  | 31 (88)                  | 32 (89)                  | 33 (91)                  | 33 (92)                  | 33 (91)                  | 33 (92)                  | 33 (92)                  |
| متوسط درجة الحرارة الصغرى °م (°ف) | 21 (70)                  | 22 (72)                  | 23 (74)                  | 24 (75)                  | 23 (73)                  | 21 (70)                  | 21 (69)                  | 21 (69)                  | 21 (70)                  | 22 (71)                  | 22 (71)                  | 23 (73)                  | 22 (71)                  |
| معدل هطول الأمطار مم (إنش)        | 5.1 (0.2)                | 13 (0.5)                 | 20 (0.8)                 | 69 (2.7)                 | 36 (1.4)                 | 0 (0)                    | 5.1 (0.2)                | 2.5 (0.1)                | 5.1 (0.2)                | 25 (1)                   | 41 (1.6)                 | 23 (0.9)                 | 244.8 (9.6)              |
| المصدر: قاعدة الطقس               |                          |                          |                          |                          |                          |                          |                          |                          |                          |                          |                          |                          |                          |

## التقسيمات الإدارية
وجير هي عاصمة محافظة وجير. تنقسم المحافظة إلى 6 دوائر انتخابية دائرة جنوب وجير، ودائرة شرق وجير، ودائرة غرب وجير، ودائرة شمال وجير، ودائرة طربج، ودائرة إلداس. ويمثل هذه الدوائر أعضاء البرلمان في الجمعية الوطنية. وتضم المقاطعة 30 عنابر.